# Schlacht von Winchester (1141)
Clitheroe – Standartenschlacht – Lincoln – Winchester – Oxford – Wilton – Wallingford
Die Schlacht von Winchester vom Jahr 1141 war eine militärische Auseinandersetzung im Rahmen des zwischen der Kaiserin Mathilde und ihrem Verwandten Stephan ausgetragenen langjährigen Bürgerkriegs (1135–1154) um die Herrschaft in England und der Normandie. Dabei verlor Mathilde aufgrund ihrer Niederlage gegen Stephans Gattin Mathilda von Boulogne und deren Heerführer Wilhelm von Ypern den Vorteil wieder, den sie durch Stephans Gefangennahme für kurze Zeit errungen hatte.

## Vorgeschichte
Am 2. Februar 1141 war Stephan in der Ersten Schlacht von Lincoln in die Hände seiner Gegner gefallen. Er wurde in Bristol eingekerkert. Sein Bruder Heinrich war Bischof von Winchester und päpstlicher Legat. Das Verhältnis der Brüder hatte sich schon 1139 verschlechtert. Ein am 7. April 1141 in der Kathedrale von Winchester unter dem Vorsitz des Legaten tagendes Konzil der englischen Kirche ernannte Kaiserin Mathilde zur Angliae Normanniaeque domina (Herrin von England und der Normandie).
Etwas später begab sich Mathilde nach London. Vielleicht strebte sie ihre Krönung zur englischen Königin an. Sie traf in Westminster etwa am 20. Juni ein, trat dort aber angeblich sehr arrogant auf und verlangte sofort hohe Steuern. Als die Gattin des gefangenen Königs, Mathilda von Boulogne, mit einer Armee in der Nähe Londons eintraf, attackierten die Bürger den Palast, in dem die Kaiserin residierte. Diese musste daher schon am 24. Juni die Hauptstadt eilends wieder verlassen und nach Oxford ausweichen.

## Belagerung der Belagerer
Bischof Heinrich von Winchester wechselte nun wieder auf die Seite seines Bruders. Ende Juli begab sich Mathilde zusammen mit ihrem Halbbruder und wichtigstem Militärführer, Robert von Gloucester, nach Winchester, um den Bischof zur Unterwerfung zu zwingen. Dieser konnte aber fliehen, während seine Männer sich im Bischofspalast Wolvesey verschanzten, der am Südost-Ende der Stadtmauer lag. Kaiserin Mathilde ließ den Bischofspalast belagern und schlug ihr Quartier in der Königsburg auf. Ihr Halbbruder residierte in der St. Swithun’s Kathedrale. Ein von der Partei des Bischofs gelegtes Feuer zerstörte am 2. August große Teile Winchesters.
Stephans Ehefrau Mathilda von Boulogne holte bald zum Gegenschlag aus und ordnete Truppenaushebungen in Boulogne an. Diese Soldaten, Söldner Bischof Heinrichs und Wilhelm von Yperns sowie eine 1000 Mann starke Londoner Miliz umzingelten die Streitkräfte Kaiserin Mathildes, die daher bald unter Nahrungsmittelengpässen litten. Zur Durchbrechung der Blockade wollte Robert von Gloucester die 6 km nördlich der Stadt gelegene Wherwell Abbey befestigen, erlitt dabei aber schwere Verluste gegen die Soldaten Wilhelm von Yperns.

## Niederlage und Flucht Mathildes
Nun plädierte Robert von Gloucester für einen geordneten Rückzug, der am 14. September durchgeführt wurde. Reginald, Earl of Cornwall und Brian FitzCount bildeten mit ihren Elitetruppen die Vorhut und übernahmen den Schutz Kaiserin Mathildes. Dann folgten die Hauptarmee und das Gepäck, während Robert von Gloucester die Nachhut kommandierte und den Rücken seiner Halbschwester deckte. Das Heer verließ Winchester auf der nach Salisbury führenden Straße, die den Fluss Test acht Meilen nordwestlich bei Stockbridge überquerte. Doch kaum hatte der Abzug der Truppen begonnen, wurde schon deren Nachhut von der nachrückenden feindlichen Armee attackiert. Kaiserin Mathilde konnte mit dem vorderen Teil der Truppen entkommen und die zwischen Salisbury und Bristol gelegene Burg Devizes erreichen. Sie ritt anfangs zur schnelleren Flucht im Herrensattel und war schließlich so erschöpft, dass sie auf einer Trage liegend von zwei Pferden befördert werden musste. Daraus entstand die Sage, dass sie in einem Sarg versteckt getürmt sei.
Der Hauptteil der Armee Kaiserin Mathildes wurde aufgerieben. Robert von Gloucester hielt noch eine Weile seine Nachhut zusammen, fand aber beim Erreichen des Flusses Test den Weg über die Brücke durch Flüchtlinge verstopft und wurde von den Söldnern Wilhelm von Yperns umzingelt, so dass er sich mit seinen Soldaten ergeben musste. Winchester wurde nach dem Ende der Kämpfe von der Londoner Miliz geplündert und viele Gefangene gefoltert und getötet.

## Folgen
Mathilde stimmte einem Gefangenenaustausch – Stephan gegen Robert – zu, der am 3. November auch stattfand. Der freigelassene Stephan wurde am 7. Dezember 1141 durch eine weitere Synode unter Leitung seines Bruders Heinrich erneut zum König proklamiert, die Krönungszeremonie fand am 25. Dezember in der Kathedrale von Canterbury statt.